# ペリクレ・ファッツィーニ

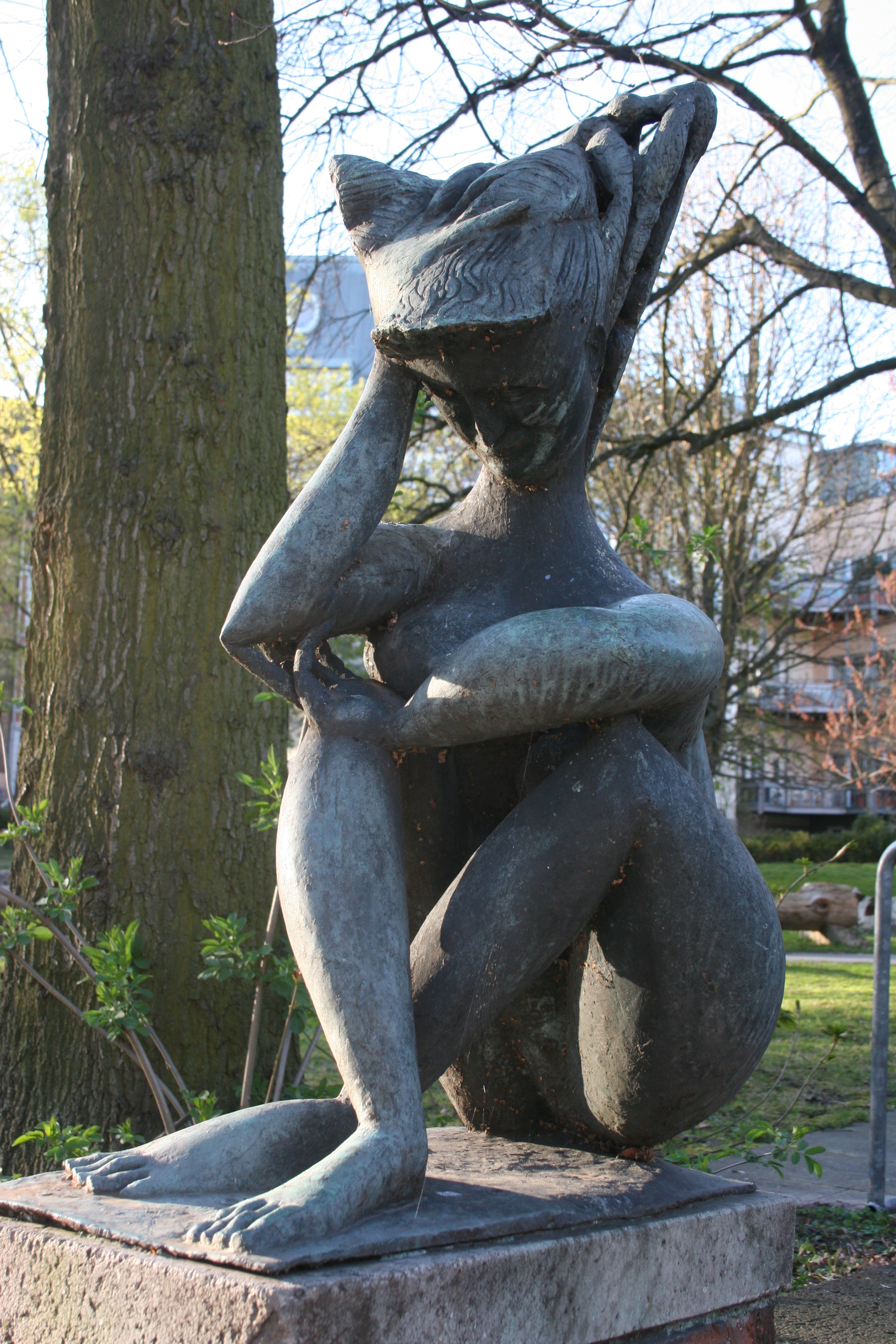
代表作のひとつ「巫女（La Sibilla）」。

ペリクレ・ファッツィーニ（Pericle Fazzini、1913年5月4日 - 1987年12月4日）は、イタリアの彫刻家。マリノ・マリーニやジャコモ・マンズー、エミリオ・グレコらと共に、戦後のイタリア具象彫刻を代表する作家である。バチカン宮殿の謁見ホールの彫刻『復活』(20.1m×7.0m×3.om)は最も有名である。ファッツィーニ賞はファッツィーニ財団が彼の業績をたたえるために出来、その年の優れた作家活動を示した彫刻家一人に贈られる賞である。

## 年譜
- 1913年 イタリア中部、マルケ州グロッタンマーレ生まれ。木工職人である父の仕事を手伝う傍ら、彫刻を制作。
- 1929年 ローマの美術アカデミーに入学。
- 1931年 詩人ジュゼッペ・ウンガレッティらの肖像彫刻をつくる。
- 1934年 パリにて個展開催。
- 1943年 ローマで個展を開催。ブロンズ彫刻にも幅を広げる。
- 1954年 ヴェネツィア・ビエンナーレで受賞。フィレンツェとローマの美術アカデミーで教鞭をとる。
- 1987年 ローマで逝去。

## 評価
美術史家の西山重徳は「その材料、主題、モチーフの点で、生涯の長きにわたって千変万化する有様は、まさにこの芸術家の驚くべき才能であり、柔和な人柄のどこにその強烈なエネルギーが宿っていたのかと感心させられる」と述べている。

## 参考文獻
- Giuseppe Appella, Pericle Fazzini, Libreria dello Stato, Istituto Poligrafico e Zecca dello Stato, Roma 1994
- Giuseppe Appella, Fazzini a Villa d'Este, De Luca Editori d'Arte, Roma 2005
- Giuseppe Appella, Pericle Fazzini, Piccole sculture 1948-1986, De Luca Editori d'Arte, Roma 2006
- Valerio Rivosecchi (1995). “FAZZINI, Pericle”. Dizionario biografico degli italiani. Vol. 45. Roma: Istituto dell'Enciclopedia Italiana. 2014年7月11日閲覧.
- Alessandro Masi, ed. (2001). Pericle Fazzini: il respiro dell'immenso. Cassa di Risparmio della Repubblica di San Marino.